# Stanisław Targosz

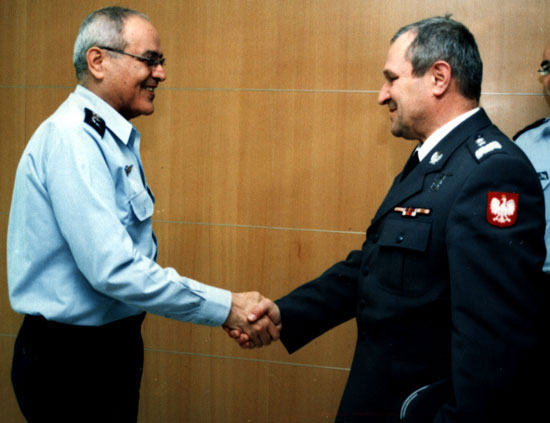
Con Dan Jalutz durante visita a Israel, marzo de 2006

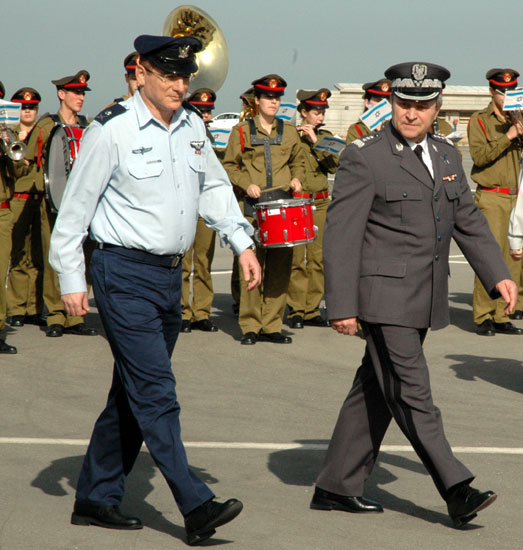
visita a Israel, marzo de 2006

Stanisław Targosz (23 de julio de 1948 en Jaroszów, Polonia - 4 de agosto de 2013) fue un general polaco que fue el comandante de la Fuerza Aérea de Polonia.
El 15 de agosto de 2000, el Día del Ejército polaco, fue promovido por el presidente Aleksander Kwaśniewski, al grado de generał brygady (general de brigada) y poco después Targosz fue transferido al mando de la OTAN CAOC-1 en Finderup, Dinamarca. El 18 de noviembre de 2003, Targosz fue trasladado de vuelta a Varsovia, donde asumió el cargo de jefe adjunto del Centro de Operaciones Aéreas, y desde el 8 de marzo de 2004, comandante de ese centro.
El 15 de agosto de ese año fue ascendido al grado de generał dywizji (general de división). Por último, el 3 de abril de 2005, fue ascendido al grado de Generał broni (general de tres estrellas) y se convirtió en el oficial al mando de toda la Fuerza Aérea de Polonia, hasta el 19 de abril de 2007 (al lado estaba el general Andrzej Błasik).